# Jacques Majorelle

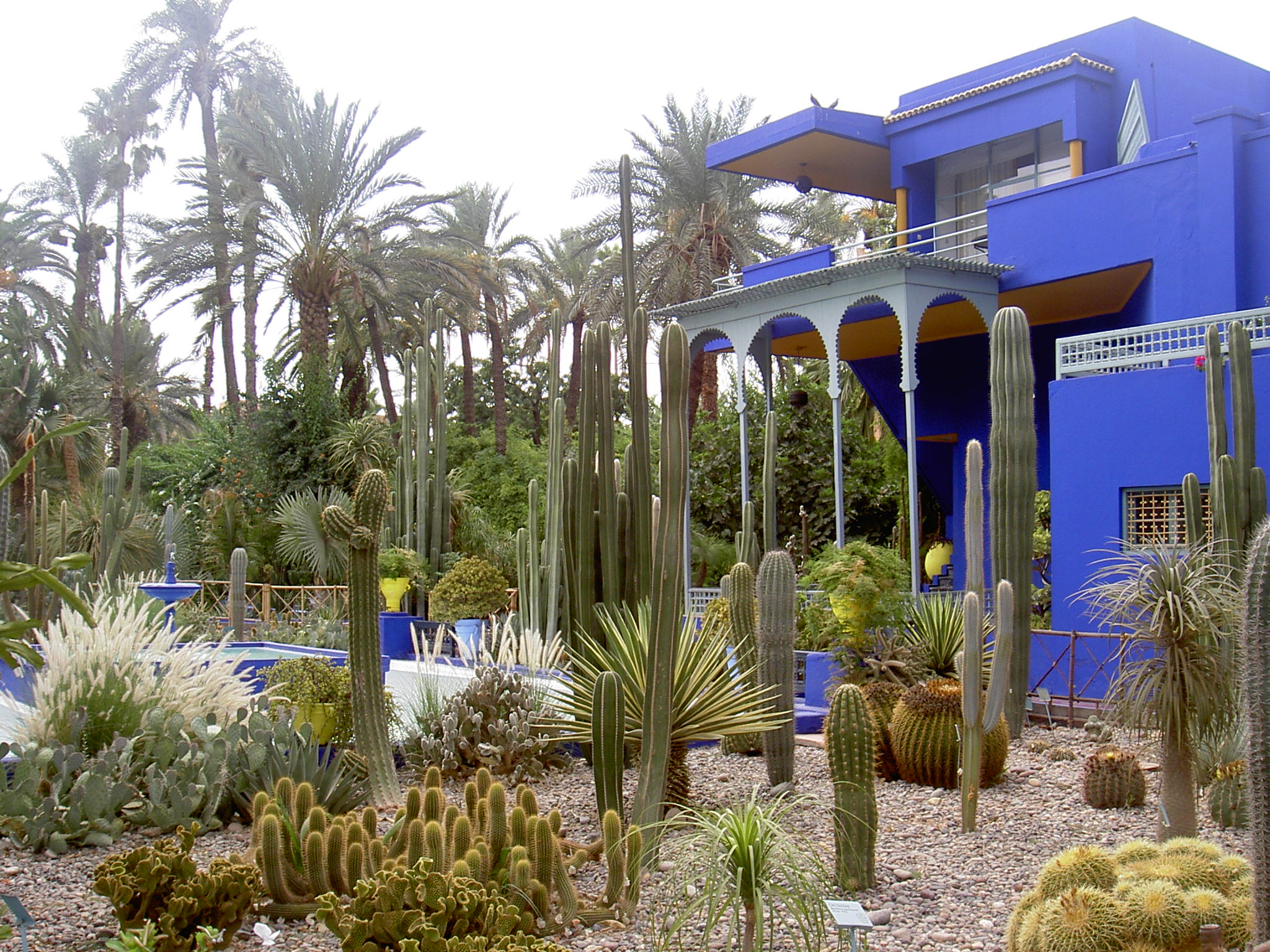
El taller de Majorelle

Jacques Majorelle (Nancy, 7 de marzo de 1886 - París, 14 de octubre de 1962), hijo del reconocido diseñador de mobiliario Art Nouveau Louis Majorelle, fue un pintor francés. 

## Biografía
Jacques Majorelle fue en 1919 a Marrakech, Marruecos francés, a recuperarse de problemas del corazón. Volvió a Francia en 1962 después de un accidente de automóvil y murió poco después en ese año, de complicaciones de sus lesiones. 
Su trabajo de arte más grande pasa por ser el Jardín Majorelle que él creó en 1924. Un color especial de azul que él utilizó extensivamente en el jardín se nombra en su honor, azul Majorelle.